# Nicolas II Delespine
Nicolas Delespine, est un maître maçon, entrepreneur et architecte français, né en 1642 à Paris et mort en décembre 1729 à Paris. Il appartient à une dynastie de maîtres maçons parisiens.

## Biographie
La dynastie des maîtres maçons et entrepreneurs parisiens est établie par Simon Delespine (vers 1600-1675), conseiller du roi, maître général de ses bâtiments et des ponts et chaussées de France,
La généalogie des architectes Delespine a été étudiée par Mireille Rambaud. Leur arbre généalogique est donné dans les Documents du minutier central concernant l'histoire de l'art, tome II, 1971, publié par les Archives nationales. Plusieurs membres de la famille portent les mêmes prénoms - Alexandre, Nicolas, Pierre, Jules - et il convient de ne pas les confondre.
Nicolas II Delespine est souvent confondu avec son cousin, Nicolas I Delespine, fils de Simon Delespine, ou avec Pierre-Nicolas Delespine, fils de Nicolas I Delespine.
En 1676 il est un des entrepreneurs réalisant les travaux de modernisation des locaux judiciaires du Grand Châtelet conçus par Libéral Bruant. Il édifie la même année un pavillon dans l'hôpital des Enfants-Trouvés pour la chancelière d'Aligre, Élisabeth Lhuillier, dans le faubourg Saint-Antoine. Pour cette personne il construit la chapelle de la Miséricorde dans cet hôpital.
Nicolas II Delespine s'est plus illustré dans une activité d'expert juré que comme bâtisseur. En juillet 1690, il a acheté une charge d'architecte expert bourgeois qu'il a conservé jusqu'à sa mort. Il figure sur la liste des 25 architectes experts jurés dont les charges ont été créés par les édits de mai et décembre 1690, ou Édits de création des Experts et publiés dans l'Almanach royal à partir de 1701.
En 1702, Nicolas II Delespine a toisé les travaux de Jules Hardouin-Mansart place Vendôme. Il visite la rotonde des Valois dans l'abbaye de Saint-Denis avec Jean Beausire et concluent à la nécessité de la démolir. En 1702 et 1704, il fait avec Lemaistre l'expertise du bâtiment de l'Hôtel des mousquetaires noirs construit par Jean Beausire et Charles Lemaire, faubourg Saint-Antoine.
Il a construit des immeubles rue Sainte-Anne, rue de Cléry, rue Thérèse, rue des Moulins.
Dans les Procès-verbaux de l'Académie royale d'architecture, Henry Lemonnier distingue deux Delespine, père et fils, membres de l'Académie royale d'architecture. Cette distinction entre deux Delespine vient de ce que ce nom apparaît à la fois dans les première et seconde classes sans logique chronologique. Avant la réforme de l'Académie imposée par les lettres patentes d'avril 1717, l'organisation de l'Académie permettait à des non membres de participer à des réunions de l'académie et de signer les procès-verbaux. Un Delespine est membre de la 2e classe de l'académie en 1699. Nicolas II Delespine est nommé membre de la 1re classe de l'Académie d'architecture par augmentation du nombre d'architectes de la 1re classe, en 1706, en même temps que Libéral Bruand et Pierre Cailleteau dit Lassurance. Il signe au compte-rendu de 1717. Il est dans la liste des architectes de la 2e classe en 1718. Il est présenté pour être nommé architecte de la 1re classe le 4 mars 1720 mais n'a pas été choisi par le roi.
Son décès est annoncé au cours de la réunion de l'Académie d'architecture du 5 décembre 1729.

## Généalogie simplifiée
|                                            |                                            |                                                     |                                                     |                                                     |                                                     |                                                     |                                                     |                                                                              |                                                                              |                                                                              |                                                                              |                                                                              |                                                                              |                                                     |                                                     |                                                     |                                                     |                                                                          |                                                                          |                                                                          |                                                                          |                                                                          |                                                                          |                                                |                                                |                                                        |                                                        |                                                        |                                                        |                                                                        |                                                                        | Nicolas Delespine (laboureur) † 1645                                   | Nicolas Delespine (laboureur) † 1645                                   | Nicolas Delespine (laboureur) † 1645                                   | Nicolas Delespine (laboureur) † 1645                                   | Nicolas Delespine (laboureur) † 1645 | Nicolas Delespine (laboureur) † 1645 |                                  |                                  | Marie Ferrant                                                                     | Marie Ferrant                                                                     | Marie Ferrant                                                                     | Marie Ferrant                                                                     | Marie Ferrant                                                                     | Marie Ferrant                                                                     |                    |                    |                                                                  |                                                                  |                                                                  |                                                                  |                                                                  |                                                                  |                                                                    |                                                                    |                                                                    |                                                                    | | | | | | |                                               |                                               |                                               |                                               |                                                         |                                                         |                                                         |                                                         |                                                         |                                                         |                                      |                                      |                                  |                                  |                                                             |                                                             |                                                             |                                                             |                                                             |                                                             |                                 |                                 |  |  |                            |                            |                            |                            |                            |                            |
|                                            |                                            |                                                     |                                                     |                                                     |                                                     |                                                     |                                                     |                                                                              |                                                                              |                                                                              |                                                                              |                                                                              |                                                                              |                                                     |                                                     |                                                     |                                                     |                                                                          |                                                                          |                                                                          |                                                                          |                                                                          |                                                                          |                                                |                                                |                                                        |                                                        |                                                        |                                                        |                                                                        |                                                                        | Nicolas Delespine (laboureur) † 1645                                   | Nicolas Delespine (laboureur) † 1645                                   | Nicolas Delespine (laboureur) † 1645                                   | Nicolas Delespine (laboureur) † 1645                                   | Nicolas Delespine (laboureur) † 1645 | Nicolas Delespine (laboureur) † 1645 |                                  |                                  | Marie Ferrant                                                                     | Marie Ferrant                                                                     | Marie Ferrant                                                                     | Marie Ferrant                                                                     | Marie Ferrant                                                                     | Marie Ferrant                                                                     |                    |                    |                                                                  |                                                                  |                                                                  |                                                                  |                                                                  |                                                                  |                                                                    |                                                                    |                                                                    |                                                                    | | | | | | |                                               |                                               |                                               |                                               |                                                         |                                                         |                                                         |                                                         |                                                         |                                                         |                                      |                                      |                                  |                                  |                                                             |                                                             |                                                             |                                                             |                                                             |                                                             |                                 |                                 |  |  |                            |                            |                            |                            |                            |                            |
|                                            |                                            |                                                     |                                                     |                                                     |                                                     |                                                     |                                                     |                                                                              |                                                                              |                                                                              |                                                                              |                                                                              |                                                                              |                                                     |                                                     |                                                     |                                                     |                                                                          |                                                                          |                                                                          |                                                                          |                                                                          |                                                                          |                                                |                                                |                                                        |                                                        |                                                        |                                                        |                                                                        |                                                                        |                                                                        |                                                                        |                                                                        |                                                                        |                                      |                                      |                                  |                                  |                                                                                   |                                                                                   |                                                                                   |                                                                                   |                                                                                   |                                                                                   |                    |                    |                                                                  |                                                                  |                                                                  |                                                                  |                                                                  |                                                                  |                                                                    |                                                                    |                                                                    |                                                                    | | | | | | |                                               |                                               |                                               |                                               |                                                         |                                                         |                                                         |                                                         |                                                         |                                                         |                                      |                                      |                                  |                                  |                                                             |                                                             |                                                             |                                                             |                                                             |                                                             |                                 |                                 |  |  |                            |                            |                            |                            |                            |                            |
|                                            |                                            |                                                     |                                                     |                                                     |                                                     |                                                     |                                                     |                                                                              |                                                                              |                                                                              |                                                                              |                                                                              |                                                                              |                                                     |                                                     |                                                     |                                                     |                                                                          |                                                                          |                                                                          |                                                                          |                                                                          |                                                                          |                                                |                                                |                                                        |                                                        |                                                        |                                                        |                                                                        |                                                                        |                                                                        |                                                                        |                                                                        |                                                                        |                                      |                                      |                                  |                                  |                                                                                   |                                                                                   |                                                                                   |                                                                                   |                                                                                   |                                                                                   |                    |                    |                                                                  |                                                                  |                                                                  |                                                                  |                                                                  |                                                                  |                                                                    |                                                                    |                                                                    |                                                                    | | | | | | |                                               |                                               |                                               |                                               |                                                         |                                                         |                                                         |                                                         |                                                         |                                                         |                                      |                                      |                                  |                                  |                                                             |                                                             |                                                             |                                                             |                                                             |                                                             |                                 |                                 |  |  |                            |                            |                            |                            |                            |                            |
|                                            |                                            |                                                     |                                                     |                                                     |                                                     |                                                     |                                                     |                                                                              |                                                                              | Jeanne Paquet mariage en 1625                                                | Jeanne Paquet mariage en 1625                                                | Jeanne Paquet mariage en 1625                                                | Jeanne Paquet mariage en 1625                                                | Jeanne Paquet mariage en 1625                       | Jeanne Paquet mariage en 1625                       |                                                     |                                                     | Simon Delespine (maître général des bâtiments du roi) (vers 1600-† 1675) | Simon Delespine (maître général des bâtiments du roi) (vers 1600-† 1675) | Simon Delespine (maître général des bâtiments du roi) (vers 1600-† 1675) | Simon Delespine (maître général des bâtiments du roi) (vers 1600-† 1675) | Simon Delespine (maître général des bâtiments du roi) (vers 1600-† 1675) | Simon Delespine (maître général des bâtiments du roi) (vers 1600-† 1675) |                                                |                                                |                                                        |                                                        |                                                        |                                                        |                                                                        |                                                                        |                                                                        |                                                                        |                                                                        |                                                                        |                                      |                                      |                                  |                                  |                                                                                   |                                                                                   |                                                                                   |                                                                                   |                                                                                   |                                                                                   |                    |                    |                                                                  |                                                                  |                                                                  |                                                                  |                                                                  |                                                                  |                                                                    |                                                                    |                                                                    |                                                                    | | | Marie Dehemen mariage en 1639 † 1659                                                               | Marie Dehemen mariage en 1639 † 1659                                                               | Marie Dehemen mariage en 1639 † 1659                                                               | Marie Dehemen mariage en 1639 † 1659                                                               | Marie Dehemen mariage en 1639 † 1659          | Marie Dehemen mariage en 1639 † 1659          |                                               |                                               | Alexandre 1 Delespine (maître maçon) (vers 1610-† 1684) | Alexandre 1 Delespine (maître maçon) (vers 1610-† 1684) | Alexandre 1 Delespine (maître maçon) (vers 1610-† 1684) | Alexandre 1 Delespine (maître maçon) (vers 1610-† 1684) | Alexandre 1 Delespine (maître maçon) (vers 1610-† 1684) | Alexandre 1 Delespine (maître maçon) (vers 1610-† 1684) |                                      |                                      | Marie Poictevin mariage en 1666  | Marie Poictevin mariage en 1666  | Marie Poictevin mariage en 1666                             | Marie Poictevin mariage en 1666                             | Marie Poictevin mariage en 1666                             | Marie Poictevin mariage en 1666                             |                                                             |                                                             |                                 |                                 |  |  |                            |                            |                            |                            |                            |                            |
|                                            |                                            |                                                     |                                                     |                                                     |                                                     |                                                     |                                                     |                                                                              |                                                                              | Jeanne Paquet mariage en 1625                                                | Jeanne Paquet mariage en 1625                                                | Jeanne Paquet mariage en 1625                                                | Jeanne Paquet mariage en 1625                                                | Jeanne Paquet mariage en 1625                       | Jeanne Paquet mariage en 1625                       |                                                     |                                                     | Simon Delespine (maître général des bâtiments du roi) (vers 1600-† 1675) | Simon Delespine (maître général des bâtiments du roi) (vers 1600-† 1675) | Simon Delespine (maître général des bâtiments du roi) (vers 1600-† 1675) | Simon Delespine (maître général des bâtiments du roi) (vers 1600-† 1675) | Simon Delespine (maître général des bâtiments du roi) (vers 1600-† 1675) | Simon Delespine (maître général des bâtiments du roi) (vers 1600-† 1675) |                                                |                                                |                                                        |                                                        |                                                        |                                                        |                                                                        |                                                                        |                                                                        |                                                                        |                                                                        |                                                                        |                                      |                                      |                                  |                                  |                                                                                   |                                                                                   |                                                                                   |                                                                                   |                                                                                   |                                                                                   |                    |                    |                                                                  |                                                                  |                                                                  |                                                                  |                                                                  |                                                                  |                                                                    |                                                                    |                                                                    |                                                                    | | | Marie Dehemen mariage en 1639 † 1659                                                               | Marie Dehemen mariage en 1639 † 1659                                                               | Marie Dehemen mariage en 1639 † 1659                                                               | Marie Dehemen mariage en 1639 † 1659                                                               | Marie Dehemen mariage en 1639 † 1659          | Marie Dehemen mariage en 1639 † 1659          |                                               |                                               | Alexandre 1 Delespine (maître maçon) (vers 1610-† 1684) | Alexandre 1 Delespine (maître maçon) (vers 1610-† 1684) | Alexandre 1 Delespine (maître maçon) (vers 1610-† 1684) | Alexandre 1 Delespine (maître maçon) (vers 1610-† 1684) | Alexandre 1 Delespine (maître maçon) (vers 1610-† 1684) | Alexandre 1 Delespine (maître maçon) (vers 1610-† 1684) |                                      |                                      | Marie Poictevin mariage en 1666  | Marie Poictevin mariage en 1666  | Marie Poictevin mariage en 1666                             | Marie Poictevin mariage en 1666                             | Marie Poictevin mariage en 1666                             | Marie Poictevin mariage en 1666                             |                                                             |                                                             |                                 |                                 |  |  |                            |                            |                            |                            |                            |                            |
|                                            |                                            |                                                     |                                                     |                                                     |                                                     |                                                     |                                                     |                                                                              |                                                                              |                                                                              |                                                                              |                                                                              |                                                                              |                                                     |                                                     |                                                     |                                                     |                                                                          |                                                                          |                                                                          |                                                                          |                                                                          |                                                                          |                                                |                                                |                                                        |                                                        |                                                        |                                                        |                                                                        |                                                                        |                                                                        |                                                                        |                                                                        |                                                                        |                                      |                                      |                                  |                                  |                                                                                   |                                                                                   |                                                                                   |                                                                                   |                                                                                   |                                                                                   |                    |                    |                                                                  |                                                                  |                                                                  |                                                                  |                                                                  |                                                                  |                                                                    |                                                                    |                                                                    |                                                                    | | | | | | |                                               |                                               |                                               |                                               |                                                         |                                                         |                                                         |                                                         |                                                         |                                                         |                                      |                                      |                                  |                                  |                                                             |                                                             |                                                             |                                                             |                                                             |                                                             |                                 |                                 |  |  |                            |                            |                            |                            |                            |                            |
|                                            |                                            |                                                     |                                                     |                                                     |                                                     |                                                     |                                                     |                                                                              |                                                                              |                                                                              |                                                                              |                                                                              |                                                                              |                                                     |                                                     |                                                     |                                                     |                                                                          |                                                                          |                                                                          |                                                                          |                                                                          |                                                                          |                                                |                                                |                                                        |                                                        |                                                        |                                                        |                                                                        |                                                                        |                                                                        |                                                                        |                                                                        |                                                                        |                                      |                                      |                                  |                                  |                                                                                   |                                                                                   |                                                                                   |                                                                                   |                                                                                   |                                                                                   |                    |                    |                                                                  |                                                                  |                                                                  |                                                                  |                                                                  |                                                                  |                                                                    |                                                                    |                                                                    |                                                                    | | | | | | |                                               |                                               |                                               |                                               |                                                         |                                                         |                                                         |                                                         |                                                         |                                                         |                                      |                                      |                                  |                                  |                                                             |                                                             |                                                             |                                                             |                                                             |                                                             |                                 |                                 |  |  |                            |                            |                            |                            |                            |                            |
| Élisabeth Mauriceau mariage en 1657 † 1666 | Élisabeth Mauriceau mariage en 1657 † 1666 | Élisabeth Mauriceau mariage en 1657 † 1666          | Élisabeth Mauriceau mariage en 1657 † 1666          | Élisabeth Mauriceau mariage en 1657 † 1666          | Élisabeth Mauriceau mariage en 1657 † 1666          |                                                     |                                                     | Nicolas I Delespine (maître général des bâtiments du roi) (vers 1632-† 1717) | Nicolas I Delespine (maître général des bâtiments du roi) (vers 1632-† 1717) | Nicolas I Delespine (maître général des bâtiments du roi) (vers 1632-† 1717) | Nicolas I Delespine (maître général des bâtiments du roi) (vers 1632-† 1717) | Nicolas I Delespine (maître général des bâtiments du roi) (vers 1632-† 1717) | Nicolas I Delespine (maître général des bâtiments du roi) (vers 1632-† 1717) |                                                     |                                                     | Élisabeth Fleurette mariage en 1668 † 1716          | Élisabeth Fleurette mariage en 1668 † 1716          | Élisabeth Fleurette mariage en 1668 † 1716                               | Élisabeth Fleurette mariage en 1668 † 1716                               | Élisabeth Fleurette mariage en 1668 † 1716                               | Élisabeth Fleurette mariage en 1668 † 1716                               |                                                                          |                                                                          | Alexandre II Delespine (architecte) (1636-† ?) | Alexandre II Delespine (architecte) (1636-† ?) | Alexandre II Delespine (architecte) (1636-† ?)         | Alexandre II Delespine (architecte) (1636-† ?)         | Alexandre II Delespine (architecte) (1636-† ?)         | Alexandre II Delespine (architecte) (1636-† ?)         |                                                                        |                                                                        | Marie Arnoult                                                          | Marie Arnoult                                                          | Marie Arnoult                                                          | Marie Arnoult                                                          | Marie Arnoult                        | Marie Arnoult                        |                                  |                                  | Raphaël Hardouin (peintre)                                                        | Raphaël Hardouin (peintre)                                                        | Raphaël Hardouin (peintre)                                                        | Raphaël Hardouin (peintre)                                                        | Raphaël Hardouin (peintre)                                                        | Raphaël Hardouin (peintre)                                                        |                    |                    | Judith Freyssen mariage en 1670                                  | Judith Freyssen mariage en 1670                                  | Judith Freyssen mariage en 1670                                  | Judith Freyssen mariage en 1670                                  | Judith Freyssen mariage en 1670                                  | Judith Freyssen mariage en 1670                                  |                                                                    |                                                                    | Nicolas II Delespine (architecte) (1642-† 1729)                    | Nicolas II Delespine (architecte) (1642-† 1729)                    | Nicolas II Delespine (architecte) (1642-† 1729)                                                    | Nicolas II Delespine (architecte) (1642-† 1729)                                                    | Nicolas II Delespine (architecte) (1642-† 1729)                                                    | Nicolas II Delespine (architecte) (1642-† 1729)                                                    | | | Alexandre 3 Delespine (architecte) (1646-† ?) | Alexandre 3 Delespine (architecte) (1646-† ?) | Alexandre 3 Delespine (architecte) (1646-† ?) | Alexandre 3 Delespine (architecte) (1646-† ?) | Alexandre 3 Delespine (architecte) (1646-† ?)           | Alexandre 3 Delespine (architecte) (1646-† ?)           |                                                         |                                                         | Catherine Guilbert veuve en 1704                        | Catherine Guilbert veuve en 1704                        | Catherine Guilbert veuve en 1704     | Catherine Guilbert veuve en 1704     | Catherine Guilbert veuve en 1704 | Catherine Guilbert veuve en 1704 |                                                             |                                                             | Marie Delespine mariage en 1662                             | Marie Delespine mariage en 1662                             | Marie Delespine mariage en 1662                             | Marie Delespine mariage en 1662                             | Marie Delespine mariage en 1662 | Marie Delespine mariage en 1662 |  |  | Thomas Gobert (architecte) | Thomas Gobert (architecte) | Thomas Gobert (architecte) | Thomas Gobert (architecte) | Thomas Gobert (architecte) | Thomas Gobert (architecte) |
| Élisabeth Mauriceau mariage en 1657 † 1666 | Élisabeth Mauriceau mariage en 1657 † 1666 | Élisabeth Mauriceau mariage en 1657 † 1666          | Élisabeth Mauriceau mariage en 1657 † 1666          | Élisabeth Mauriceau mariage en 1657 † 1666          | Élisabeth Mauriceau mariage en 1657 † 1666          |                                                     |                                                     | Nicolas I Delespine (maître général des bâtiments du roi) (vers 1632-† 1717) | Nicolas I Delespine (maître général des bâtiments du roi) (vers 1632-† 1717) | Nicolas I Delespine (maître général des bâtiments du roi) (vers 1632-† 1717) | Nicolas I Delespine (maître général des bâtiments du roi) (vers 1632-† 1717) | Nicolas I Delespine (maître général des bâtiments du roi) (vers 1632-† 1717) | Nicolas I Delespine (maître général des bâtiments du roi) (vers 1632-† 1717) |                                                     |                                                     | Élisabeth Fleurette mariage en 1668 † 1716          | Élisabeth Fleurette mariage en 1668 † 1716          | Élisabeth Fleurette mariage en 1668 † 1716                               | Élisabeth Fleurette mariage en 1668 † 1716                               | Élisabeth Fleurette mariage en 1668 † 1716                               | Élisabeth Fleurette mariage en 1668 † 1716                               |                                                                          |                                                                          | Alexandre II Delespine (architecte) (1636-† ?) | Alexandre II Delespine (architecte) (1636-† ?) | Alexandre II Delespine (architecte) (1636-† ?)         | Alexandre II Delespine (architecte) (1636-† ?)         | Alexandre II Delespine (architecte) (1636-† ?)         | Alexandre II Delespine (architecte) (1636-† ?)         |                                                                        |                                                                        | Marie Arnoult                                                          | Marie Arnoult                                                          | Marie Arnoult                                                          | Marie Arnoult                                                          | Marie Arnoult                        | Marie Arnoult                        |                                  |                                  | Raphaël Hardouin (peintre)                                                        | Raphaël Hardouin (peintre)                                                        | Raphaël Hardouin (peintre)                                                        | Raphaël Hardouin (peintre)                                                        | Raphaël Hardouin (peintre)                                                        | Raphaël Hardouin (peintre)                                                        |                    |                    | Judith Freyssen mariage en 1670                                  | Judith Freyssen mariage en 1670                                  | Judith Freyssen mariage en 1670                                  | Judith Freyssen mariage en 1670                                  | Judith Freyssen mariage en 1670                                  | Judith Freyssen mariage en 1670                                  |                                                                    |                                                                    | Nicolas II Delespine (architecte) (1642-† 1729)                    | Nicolas II Delespine (architecte) (1642-† 1729)                    | Nicolas II Delespine (architecte) (1642-† 1729)                                                    | Nicolas II Delespine (architecte) (1642-† 1729)                                                    | Nicolas II Delespine (architecte) (1642-† 1729)                                                    | Nicolas II Delespine (architecte) (1642-† 1729)                                                    | | | Alexandre 3 Delespine (architecte) (1646-† ?) | Alexandre 3 Delespine (architecte) (1646-† ?) | Alexandre 3 Delespine (architecte) (1646-† ?) | Alexandre 3 Delespine (architecte) (1646-† ?) | Alexandre 3 Delespine (architecte) (1646-† ?)           | Alexandre 3 Delespine (architecte) (1646-† ?)           |                                                         |                                                         | Catherine Guilbert veuve en 1704                        | Catherine Guilbert veuve en 1704                        | Catherine Guilbert veuve en 1704     | Catherine Guilbert veuve en 1704     | Catherine Guilbert veuve en 1704 | Catherine Guilbert veuve en 1704 |                                                             |                                                             | Marie Delespine mariage en 1662                             | Marie Delespine mariage en 1662                             | Marie Delespine mariage en 1662                             | Marie Delespine mariage en 1662                             | Marie Delespine mariage en 1662 | Marie Delespine mariage en 1662 |  |  | Thomas Gobert (architecte) | Thomas Gobert (architecte) | Thomas Gobert (architecte) | Thomas Gobert (architecte) | Thomas Gobert (architecte) | Thomas Gobert (architecte) |
|                                            |                                            |                                                     |                                                     |                                                     |                                                     |                                                     |                                                     |                                                                              |                                                                              |                                                                              |                                                                              |                                                                              |                                                                              |                                                     |                                                     |                                                     |                                                     |                                                                          |                                                                          |                                                                          |                                                                          |                                                                          |                                                                          |                                                |                                                |                                                        |                                                        |                                                        |                                                        |                                                                        |                                                                        |                                                                        |                                                                        |                                                                        |                                                                        |                                      |                                      |                                  |                                  |                                                                                   |                                                                                   |                                                                                   |                                                                                   |                                                                                   |                                                                                   |                    |                    |                                                                  |                                                                  |                                                                  |                                                                  |                                                                  |                                                                  |                                                                    |                                                                    |                                                                    |                                                                    | | | | | | |                                               |                                               |                                               |                                               |                                                         |                                                         |                                                         |                                                         |                                                         |                                                         |                                      |                                      |                                  |                                  |                                                             |                                                             |                                                             |                                                             |                                                             |                                                             |                                 |                                 |  |  |                            |                            |                            |                            |                            |                            |
|                                            |                                            |                                                     |                                                     |                                                     |                                                     |                                                     |                                                     |                                                                              |                                                                              |                                                                              |                                                                              |                                                                              |                                                                              |                                                     |                                                     |                                                     |                                                     |                                                                          |                                                                          |                                                                          |                                                                          |                                                                          |                                                                          |                                                |                                                |                                                        |                                                        |                                                        |                                                        |                                                                        |                                                                        |                                                                        |                                                                        |                                                                        |                                                                        |                                      |                                      |                                  |                                  |                                                                                   |                                                                                   |                                                                                   |                                                                                   |                                                                                   |                                                                                   |                    |                    |                                                                  |                                                                  |                                                                  |                                                                  |                                                                  |                                                                  |                                                                    |                                                                    |                                                                    |                                                                    | | | | | | |                                               |                                               |                                               |                                               |                                                         |                                                         |                                                         |                                                         |                                                         |                                                         |                                      |                                      |                                  |                                  |                                                             |                                                             |                                                             |                                                             |                                                             |                                                             |                                 |                                 |  |  |                            |                            |                            |                            |                            |                            |
|                                            |                                            | Pierre-Nicolas Delespine (architecte) (1661-† 1719) | Pierre-Nicolas Delespine (architecte) (1661-† 1719) | Pierre-Nicolas Delespine (architecte) (1661-† 1719) | Pierre-Nicolas Delespine (architecte) (1661-† 1719) | Pierre-Nicolas Delespine (architecte) (1661-† 1719) | Pierre-Nicolas Delespine (architecte) (1661-† 1719) |                                                                              |                                                                              | Marie-Anne Dionis mariage en 1688                                            | Marie-Anne Dionis mariage en 1688                                            | Marie-Anne Dionis mariage en 1688                                            | Marie-Anne Dionis mariage en 1688                                            | Marie-Anne Dionis mariage en 1688                   | Marie-Anne Dionis mariage en 1688                   |                                                     |                                                     |                                                                          |                                                                          |                                                                          |                                                                          | Élisabeth Delespine mariage en 1687                                      | Élisabeth Delespine mariage en 1687                                      | Élisabeth Delespine mariage en 1687            | Élisabeth Delespine mariage en 1687            | Élisabeth Delespine mariage en 1687                    | Élisabeth Delespine mariage en 1687                    |                                                        |                                                        | Charles-Philippe De Meseretz (architecte juré du roi expert bourgeois) | Charles-Philippe De Meseretz (architecte juré du roi expert bourgeois) | Charles-Philippe De Meseretz (architecte juré du roi expert bourgeois) | Charles-Philippe De Meseretz (architecte juré du roi expert bourgeois) | Charles-Philippe De Meseretz (architecte juré du roi expert bourgeois) | Charles-Philippe De Meseretz (architecte juré du roi expert bourgeois) |                                      |                                      |                                  |                                  | Michel Hardouin (architecte, contrôleur des bâtiments du roi) (vers 1647 -† 1687) | Michel Hardouin (architecte, contrôleur des bâtiments du roi) (vers 1647 -† 1687) | Michel Hardouin (architecte, contrôleur des bâtiments du roi) (vers 1647 -† 1687) | Michel Hardouin (architecte, contrôleur des bâtiments du roi) (vers 1647 -† 1687) | Michel Hardouin (architecte, contrôleur des bâtiments du roi) (vers 1647 -† 1687) | Michel Hardouin (architecte, contrôleur des bâtiments du roi) (vers 1647 -† 1687) |                    |                    | Jules Hardouin-Mansart (premier architecte du roi) (1646-† 1708) | Jules Hardouin-Mansart (premier architecte du roi) (1646-† 1708) | Jules Hardouin-Mansart (premier architecte du roi) (1646-† 1708) | Jules Hardouin-Mansart (premier architecte du roi) (1646-† 1708) | Jules Hardouin-Mansart (premier architecte du roi) (1646-† 1708) | Jules Hardouin-Mansart (premier architecte du roi) (1646-† 1708) |                                                                    |                                                                    |                                                                    |                                                                    | | | | | | |                                               |                                               |                                               |                                               |                                                         |                                                         |                                                         |                                                         |                                                         |                                                         |                                      |                                      |                                  |                                  |                                                             |                                                             |                                                             |                                                             |                                                             |                                                             |                                 |                                 |  |  |                            |                            |                            |                            |                            |                            |
|                                            |                                            | Pierre-Nicolas Delespine (architecte) (1661-† 1719) | Pierre-Nicolas Delespine (architecte) (1661-† 1719) | Pierre-Nicolas Delespine (architecte) (1661-† 1719) | Pierre-Nicolas Delespine (architecte) (1661-† 1719) | Pierre-Nicolas Delespine (architecte) (1661-† 1719) | Pierre-Nicolas Delespine (architecte) (1661-† 1719) |                                                                              |                                                                              | Marie-Anne Dionis mariage en 1688                                            | Marie-Anne Dionis mariage en 1688                                            | Marie-Anne Dionis mariage en 1688                                            | Marie-Anne Dionis mariage en 1688                                            | Marie-Anne Dionis mariage en 1688                   | Marie-Anne Dionis mariage en 1688                   |                                                     |                                                     |                                                                          |                                                                          |                                                                          |                                                                          | Élisabeth Delespine mariage en 1687                                      | Élisabeth Delespine mariage en 1687                                      | Élisabeth Delespine mariage en 1687            | Élisabeth Delespine mariage en 1687            | Élisabeth Delespine mariage en 1687                    | Élisabeth Delespine mariage en 1687                    |                                                        |                                                        | Charles-Philippe De Meseretz (architecte juré du roi expert bourgeois) | Charles-Philippe De Meseretz (architecte juré du roi expert bourgeois) | Charles-Philippe De Meseretz (architecte juré du roi expert bourgeois) | Charles-Philippe De Meseretz (architecte juré du roi expert bourgeois) | Charles-Philippe De Meseretz (architecte juré du roi expert bourgeois) | Charles-Philippe De Meseretz (architecte juré du roi expert bourgeois) |                                      |                                      |                                  |                                  | Michel Hardouin (architecte, contrôleur des bâtiments du roi) (vers 1647 -† 1687) | Michel Hardouin (architecte, contrôleur des bâtiments du roi) (vers 1647 -† 1687) | Michel Hardouin (architecte, contrôleur des bâtiments du roi) (vers 1647 -† 1687) | Michel Hardouin (architecte, contrôleur des bâtiments du roi) (vers 1647 -† 1687) | Michel Hardouin (architecte, contrôleur des bâtiments du roi) (vers 1647 -† 1687) | Michel Hardouin (architecte, contrôleur des bâtiments du roi) (vers 1647 -† 1687) |                    |                    | Jules Hardouin-Mansart (premier architecte du roi) (1646-† 1708) | Jules Hardouin-Mansart (premier architecte du roi) (1646-† 1708) | Jules Hardouin-Mansart (premier architecte du roi) (1646-† 1708) | Jules Hardouin-Mansart (premier architecte du roi) (1646-† 1708) | Jules Hardouin-Mansart (premier architecte du roi) (1646-† 1708) | Jules Hardouin-Mansart (premier architecte du roi) (1646-† 1708) |                                                                    |                                                                    |                                                                    |                                                                    | | | | | | |                                               |                                               |                                               |                                               |                                                         |                                                         |                                                         |                                                         |                                                         |                                                         |                                      |                                      |                                  |                                  |                                                             |                                                             |                                                             |                                                             |                                                             |                                                             |                                 |                                 |  |  |                            |                            |                            |                            |                            |                            |
|                                            |                                            |                                                     |                                                     |                                                     |                                                     |                                                     |                                                     |                                                                              |                                                                              |                                                                              |                                                                              |                                                                              |                                                                              |                                                     |                                                     |                                                     |                                                     |                                                                          |                                                                          |                                                                          |                                                                          |                                                                          |                                                                          |                                                |                                                |                                                        |                                                        |                                                        |                                                        |                                                                        |                                                                        |                                                                        |                                                                        |                                                                        |                                                                        |                                      |                                      |                                  |                                  |                                                                                   |                                                                                   |                                                                                   |                                                                                   |                                                                                   |                                                                                   |                    |                    |                                                                  |                                                                  |                                                                  |                                                                  |                                                                  |                                                                  |                                                                    |                                                                    |                                                                    |                                                                    | | | | | | |                                               |                                               |                                               |                                               |                                                         |                                                         |                                                         |                                                         |                                                         |                                                         |                                      |                                      |                                  |                                  |                                                             |                                                             |                                                             |                                                             |                                                             |                                                             |                                 |                                 |  |  |                            |                            |                            |                            |                            |                            |
|                                            |                                            |                                                     |                                                     |                                                     |                                                     |                                                     |                                                     |                                                                              |                                                                              |                                                                              |                                                                              |                                                                              |                                                                              |                                                     |                                                     |                                                     |                                                     |                                                                          |                                                                          |                                                                          |                                                                          |                                                                          |                                                                          |                                                |                                                |                                                        |                                                        |                                                        |                                                        |                                                                        |                                                                        |                                                                        |                                                                        |                                                                        |                                                                        |                                      |                                      |                                  |                                  |                                                                                   |                                                                                   |                                                                                   |                                                                                   |                                                                                   |                                                                                   |                    |                    |                                                                  |                                                                  |                                                                  |                                                                  |                                                                  |                                                                  |                                                                    |                                                                    |                                                                    |                                                                    | | | | | | |                                               |                                               |                                               |                                               |                                                         |                                                         |                                                         |                                                         |                                                         |                                                         |                                      |                                      |                                  |                                  |                                                             |                                                             |                                                             |                                                             |                                                             |                                                             |                                 |                                 |  |  |                            |                            |                            |                            |                            |                            |
|                                            |                                            | Pierre-Charles Delespine (architecte) (1691-† ?)    | Pierre-Charles Delespine (architecte) (1691-† ?)    | Pierre-Charles Delespine (architecte) (1691-† ?)    | Pierre-Charles Delespine (architecte) (1691-† ?)    | Pierre-Charles Delespine (architecte) (1691-† ?)    | Pierre-Charles Delespine (architecte) (1691-† ?)    |                                                                              |                                                                              | Marie-Claude Félix mariage vers 1730                                         | Marie-Claude Félix mariage vers 1730                                         | Marie-Claude Félix mariage vers 1730                                         | Marie-Claude Félix mariage vers 1730                                         | Marie-Claude Félix mariage vers 1730                | Marie-Claude Félix mariage vers 1730                |                                                     |                                                     | AnneFrançoise-Thérèse Delespine mariage en 1710                          | AnneFrançoise-Thérèse Delespine mariage en 1710                          | AnneFrançoise-Thérèse Delespine mariage en 1710                          | AnneFrançoise-Thérèse Delespine mariage en 1710                          | AnneFrançoise-Thérèse Delespine mariage en 1710                          | AnneFrançoise-Thérèse Delespine mariage en 1710                          |                                                |                                                | Jules-Michel Hardouin (architecte) (vers 1685 -† 1737) | Jules-Michel Hardouin (architecte) (vers 1685 -† 1737) | Jules-Michel Hardouin (architecte) (vers 1685 -† 1737) | Jules-Michel Hardouin (architecte) (vers 1685 -† 1737) | Jules-Michel Hardouin (architecte) (vers 1685 -† 1737)                 | Jules-Michel Hardouin (architecte) (vers 1685 -† 1737)                 |                                                                        |                                                                        | Marie-Julie Hardouin (1678-1704)                                       | Marie-Julie Hardouin (1678-1704)                                       | Marie-Julie Hardouin (1678-1704)     | Marie-Julie Hardouin (1678-1704)     | Marie-Julie Hardouin (1678-1704) | Marie-Julie Hardouin (1678-1704) |                                                                                   |                                                                                   | Jacques Desjardins                                                                | Jacques Desjardins                                                                | Jacques Desjardins                                                                | Jacques Desjardins                                                                | Jacques Desjardins | Jacques Desjardins |                                                                  |                                                                  | Françoise-Pierrette Hardouin mariage en 1703                     | Françoise-Pierrette Hardouin mariage en 1703                     | Françoise-Pierrette Hardouin mariage en 1703                     | Françoise-Pierrette Hardouin mariage en 1703                     | Françoise-Pierrette Hardouin mariage en 1703                       | Françoise-Pierrette Hardouin mariage en 1703                       |                                                                    |                                                                    | Pierre Delespine (contrôleur des bâtiments du roi et de la machine de Marly en 1706) (1676-† 1745) | Pierre Delespine (contrôleur des bâtiments du roi et de la machine de Marly en 1706) (1676-† 1745) | Pierre Delespine (contrôleur des bâtiments du roi et de la machine de Marly en 1706) (1676-† 1745) | Pierre Delespine (contrôleur des bâtiments du roi et de la machine de Marly en 1706) (1676-† 1745) | Pierre Delespine (contrôleur des bâtiments du roi et de la machine de Marly en 1706) (1676-† 1745) | Pierre Delespine (contrôleur des bâtiments du roi et de la machine de Marly en 1706) (1676-† 1745) |                                               |                                               |                                               |                                               |                                                         |                                                         | Marie-Anne Delespine mariage en 1691                    | Marie-Anne Delespine mariage en 1691                    | Marie-Anne Delespine mariage en 1691                    | Marie-Anne Delespine mariage en 1691                    | Marie-Anne Delespine mariage en 1691 | Marie-Anne Delespine mariage en 1691 |                                  |                                  | Jacques V Gabriel (premier architecte du roi) (1667-† 1742) | Jacques V Gabriel (premier architecte du roi) (1667-† 1742) | Jacques V Gabriel (premier architecte du roi) (1667-† 1742) | Jacques V Gabriel (premier architecte du roi) (1667-† 1742) | Jacques V Gabriel (premier architecte du roi) (1667-† 1742) | Jacques V Gabriel (premier architecte du roi) (1667-† 1742) |                                 |                                 |  |  |                            |                            |                            |                            |                            |                            |
|                                            |                                            | Pierre-Charles Delespine (architecte) (1691-† ?)    | Pierre-Charles Delespine (architecte) (1691-† ?)    | Pierre-Charles Delespine (architecte) (1691-† ?)    | Pierre-Charles Delespine (architecte) (1691-† ?)    | Pierre-Charles Delespine (architecte) (1691-† ?)    | Pierre-Charles Delespine (architecte) (1691-† ?)    |                                                                              |                                                                              | Marie-Claude Félix mariage vers 1730                                         | Marie-Claude Félix mariage vers 1730                                         | Marie-Claude Félix mariage vers 1730                                         | Marie-Claude Félix mariage vers 1730                                         | Marie-Claude Félix mariage vers 1730                | Marie-Claude Félix mariage vers 1730                |                                                     |                                                     | AnneFrançoise-Thérèse Delespine mariage en 1710                          | AnneFrançoise-Thérèse Delespine mariage en 1710                          | AnneFrançoise-Thérèse Delespine mariage en 1710                          | AnneFrançoise-Thérèse Delespine mariage en 1710                          | AnneFrançoise-Thérèse Delespine mariage en 1710                          | AnneFrançoise-Thérèse Delespine mariage en 1710                          |                                                |                                                | Jules-Michel Hardouin (architecte) (vers 1685 -† 1737) | Jules-Michel Hardouin (architecte) (vers 1685 -† 1737) | Jules-Michel Hardouin (architecte) (vers 1685 -† 1737) | Jules-Michel Hardouin (architecte) (vers 1685 -† 1737) | Jules-Michel Hardouin (architecte) (vers 1685 -† 1737)                 | Jules-Michel Hardouin (architecte) (vers 1685 -† 1737)                 |                                                                        |                                                                        | Marie-Julie Hardouin (1678-1704)                                       | Marie-Julie Hardouin (1678-1704)                                       | Marie-Julie Hardouin (1678-1704)     | Marie-Julie Hardouin (1678-1704)     | Marie-Julie Hardouin (1678-1704) | Marie-Julie Hardouin (1678-1704) |                                                                                   |                                                                                   | Jacques Desjardins                                                                | Jacques Desjardins                                                                | Jacques Desjardins                                                                | Jacques Desjardins                                                                | Jacques Desjardins | Jacques Desjardins |                                                                  |                                                                  | Françoise-Pierrette Hardouin mariage en 1703                     | Françoise-Pierrette Hardouin mariage en 1703                     | Françoise-Pierrette Hardouin mariage en 1703                     | Françoise-Pierrette Hardouin mariage en 1703                     | Françoise-Pierrette Hardouin mariage en 1703                       | Françoise-Pierrette Hardouin mariage en 1703                       |                                                                    |                                                                    | Pierre Delespine (contrôleur des bâtiments du roi et de la machine de Marly en 1706) (1676-† 1745) | Pierre Delespine (contrôleur des bâtiments du roi et de la machine de Marly en 1706) (1676-† 1745) | Pierre Delespine (contrôleur des bâtiments du roi et de la machine de Marly en 1706) (1676-† 1745) | Pierre Delespine (contrôleur des bâtiments du roi et de la machine de Marly en 1706) (1676-† 1745) | Pierre Delespine (contrôleur des bâtiments du roi et de la machine de Marly en 1706) (1676-† 1745) | Pierre Delespine (contrôleur des bâtiments du roi et de la machine de Marly en 1706) (1676-† 1745) |                                               |                                               |                                               |                                               |                                                         |                                                         | Marie-Anne Delespine mariage en 1691                    | Marie-Anne Delespine mariage en 1691                    | Marie-Anne Delespine mariage en 1691                    | Marie-Anne Delespine mariage en 1691                    | Marie-Anne Delespine mariage en 1691 | Marie-Anne Delespine mariage en 1691 |                                  |                                  | Jacques V Gabriel (premier architecte du roi) (1667-† 1742) | Jacques V Gabriel (premier architecte du roi) (1667-† 1742) | Jacques V Gabriel (premier architecte du roi) (1667-† 1742) | Jacques V Gabriel (premier architecte du roi) (1667-† 1742) | Jacques V Gabriel (premier architecte du roi) (1667-† 1742) | Jacques V Gabriel (premier architecte du roi) (1667-† 1742) |                                 |                                 |  |  |                            |                            |                            |                            |                            |                            |
|                                            |                                            |                                                     |                                                     |                                                     |                                                     |                                                     |                                                     |                                                                              |                                                                              |                                                                              |                                                                              |                                                                              |                                                                              |                                                     |                                                     |                                                     |                                                     |                                                                          |                                                                          |                                                                          |                                                                          |                                                                          |                                                                          |                                                |                                                |                                                        |                                                        |                                                        |                                                        |                                                                        |                                                                        |                                                                        |                                                                        |                                                                        |                                                                        |                                      |                                      |                                  |                                  |                                                                                   |                                                                                   |                                                                                   |                                                                                   |                                                                                   |                                                                                   |                    |                    |                                                                  |                                                                  |                                                                  |                                                                  |                                                                  |                                                                  |                                                                    |                                                                    |                                                                    |                                                                    | | | | | | |                                               |                                               |                                               |                                               |                                                         |                                                         |                                                         |                                                         |                                                         |                                                         |                                      |                                      |                                  |                                  |                                                             |                                                             |                                                             |                                                             |                                                             |                                                             |                                 |                                 |  |  |                            |                            |                            |                            |                            |                            |
|                                            |                                            |                                                     |                                                     |                                                     |                                                     | Louis-Jules Delespine (architecte) (? -† 1796)      | Louis-Jules Delespine (architecte) (? -† 1796)      | Louis-Jules Delespine (architecte) (? -† 1796)                               | Louis-Jules Delespine (architecte) (? -† 1796)                               | Louis-Jules Delespine (architecte) (? -† 1796)                               | Louis-Jules Delespine (architecte) (? -† 1796)                               |                                                                              |                                                                              | Jeanne-Marguerite Chapel mariage en 1753 ( † 1788 ) | Jeanne-Marguerite Chapel mariage en 1753 ( † 1788 ) | Jeanne-Marguerite Chapel mariage en 1753 ( † 1788 ) | Jeanne-Marguerite Chapel mariage en 1753 ( † 1788 ) | Jeanne-Marguerite Chapel mariage en 1753 ( † 1788 )                      | Jeanne-Marguerite Chapel mariage en 1753 ( † 1788 )                      |                                                                          |                                                                          |                                                                          |                                                                          |                                                |                                                |                                                        |                                                        |                                                        |                                                        |                                                                        |                                                                        |                                                                        |                                                                        |                                                                        |                                                                        |                                      |                                      |                                  |                                  |                                                                                   |                                                                                   |                                                                                   |                                                                                   |                                                                                   |                                                                                   |                    |                    |                                                                  |                                                                  |                                                                  |                                                                  |                                                                  |                                                                  | Pierre-Jules Delespine (contrôleur de la machine de Marly en 1745) | Pierre-Jules Delespine (contrôleur de la machine de Marly en 1745) | Pierre-Jules Delespine (contrôleur de la machine de Marly en 1745) | Pierre-Jules Delespine (contrôleur de la machine de Marly en 1745) | Pierre-Jules Delespine (contrôleur de la machine de Marly en 1745)                                 | Pierre-Jules Delespine (contrôleur de la machine de Marly en 1745)                                 | | | Jeanne Lovat mariage en 1746                                                                       | Jeanne Lovat mariage en 1746                                                                       | Jeanne Lovat mariage en 1746                  | Jeanne Lovat mariage en 1746                  | Jeanne Lovat mariage en 1746                  | Jeanne Lovat mariage en 1746                  |                                                         |                                                         |                                                         |                                                         |                                                         |                                                         |                                      |                                      |                                  |                                  |                                                             |                                                             |                                                             |                                                             |                                                             |                                                             |                                 |                                 |  |  |                            |                            |                            |                            |                            |                            |
|                                            |                                            |                                                     |                                                     |                                                     |                                                     | Louis-Jules Delespine (architecte) (? -† 1796)      | Louis-Jules Delespine (architecte) (? -† 1796)      | Louis-Jules Delespine (architecte) (? -† 1796)                               | Louis-Jules Delespine (architecte) (? -† 1796)                               | Louis-Jules Delespine (architecte) (? -† 1796)                               | Louis-Jules Delespine (architecte) (? -† 1796)                               |                                                                              |                                                                              | Jeanne-Marguerite Chapel mariage en 1753 ( † 1788 ) | Jeanne-Marguerite Chapel mariage en 1753 ( † 1788 ) | Jeanne-Marguerite Chapel mariage en 1753 ( † 1788 ) | Jeanne-Marguerite Chapel mariage en 1753 ( † 1788 ) | Jeanne-Marguerite Chapel mariage en 1753 ( † 1788 )                      | Jeanne-Marguerite Chapel mariage en 1753 ( † 1788 )                      |                                                                          |                                                                          |                                                                          |                                                                          |                                                |                                                |                                                        |                                                        |                                                        |                                                        |                                                                        |                                                                        |                                                                        |                                                                        |                                                                        |                                                                        |                                      |                                      |                                  |                                  |                                                                                   |                                                                                   |                                                                                   |                                                                                   |                                                                                   |                                                                                   |                    |                    |                                                                  |                                                                  |                                                                  |                                                                  |                                                                  |                                                                  | Pierre-Jules Delespine (contrôleur de la machine de Marly en 1745) | Pierre-Jules Delespine (contrôleur de la machine de Marly en 1745) | Pierre-Jules Delespine (contrôleur de la machine de Marly en 1745) | Pierre-Jules Delespine (contrôleur de la machine de Marly en 1745) | Pierre-Jules Delespine (contrôleur de la machine de Marly en 1745)                                 | Pierre-Jules Delespine (contrôleur de la machine de Marly en 1745)                                 | | | Jeanne Lovat mariage en 1746                                                                       | Jeanne Lovat mariage en 1746                                                                       | Jeanne Lovat mariage en 1746                  | Jeanne Lovat mariage en 1746                  | Jeanne Lovat mariage en 1746                  | Jeanne Lovat mariage en 1746                  |                                                         |                                                         |                                                         |                                                         |                                                         |                                                         |                                      |                                      |                                  |                                  |                                                             |                                                             |                                                             |                                                             |                                                             |                                                             |                                 |                                 |  |  |                            |                            |                            |                            |                            |                            |
|                                            |                                            |                                                     |                                                     |                                                     |                                                     |                                                     |                                                     |                                                                              |                                                                              |                                                                              |                                                                              |                                                                              |                                                                              |                                                     |                                                     |                                                     |                                                     |                                                                          |                                                                          |                                                                          |                                                                          |                                                                          |                                                                          |                                                |                                                |                                                        |                                                        |                                                        |                                                        |                                                                        |                                                                        |                                                                        |                                                                        |                                                                        |                                                                        |                                      |                                      |                                  |                                  |                                                                                   |                                                                                   |                                                                                   |                                                                                   |                                                                                   |                                                                                   |                    |                    |                                                                  |                                                                  |                                                                  |                                                                  |                                                                  |                                                                  |                                                                    |                                                                    |                                                                    |                                                                    | | | | | | |                                               |                                               |                                               |                                               |                                                         |                                                         |                                                         |                                                         |                                                         |                                                         |                                      |                                      |                                  |                                  |                                                             |                                                             |                                                             |                                                             |                                                             |                                                             |                                 |                                 |  |  |                            |                            |                            |                            |                            |                            |
|                                            |                                            |                                                     |                                                     |                                                     |                                                     |                                                     |                                                     |                                                                              |                                                                              | Pierre-Jules Delespine (architecte) (1756-† 1825)                            | Pierre-Jules Delespine (architecte) (1756-† 1825)                            | Pierre-Jules Delespine (architecte) (1756-† 1825)                            | Pierre-Jules Delespine (architecte) (1756-† 1825)                            | Pierre-Jules Delespine (architecte) (1756-† 1825)   | Pierre-Jules Delespine (architecte) (1756-† 1825)   |                                                     |                                                     | Marie-France Hayot mariage en 1793                                       | Marie-France Hayot mariage en 1793                                       | Marie-France Hayot mariage en 1793                                       | Marie-France Hayot mariage en 1793                                       | Marie-France Hayot mariage en 1793                                       | Marie-France Hayot mariage en 1793                                       |                                                |                                                |                                                        |                                                        |                                                        |                                                        |                                                                        |                                                                        |                                                                        |                                                                        |                                                                        |                                                                        |                                      |                                      |                                  |                                  |                                                                                   |                                                                                   |                                                                                   |                                                                                   |                                                                                   |                                                                                   |                    |                    |                                                                  |                                                                  |                                                                  |                                                                  |                                                                  |                                                                  |                                                                    |                                                                    |                                                                    |                                                                    | | | | | | |                                               |                                               |                                               |                                               |                                                         |                                                         |                                                         |                                                         |                                                         |                                                         |                                      |                                      |                                  |                                  |                                                             |                                                             |                                                             |                                                             |                                                             |                                                             |                                 |                                 |  |  |                            |                            |                            |                            |                            |                            |
|                                            |                                            |                                                     |                                                     |                                                     |                                                     |                                                     |                                                     |                                                                              |                                                                              | Pierre-Jules Delespine (architecte) (1756-† 1825)                            | Pierre-Jules Delespine (architecte) (1756-† 1825)                            | Pierre-Jules Delespine (architecte) (1756-† 1825)                            | Pierre-Jules Delespine (architecte) (1756-† 1825)                            | Pierre-Jules Delespine (architecte) (1756-† 1825)   | Pierre-Jules Delespine (architecte) (1756-† 1825)   |                                                     |                                                     | Marie-France Hayot mariage en 1793                                       | Marie-France Hayot mariage en 1793                                       | Marie-France Hayot mariage en 1793                                       | Marie-France Hayot mariage en 1793                                       | Marie-France Hayot mariage en 1793                                       | Marie-France Hayot mariage en 1793                                       |                                                |                                                |                                                        |                                                        |                                                        |                                                        |                                                                        |                                                                        |                                                                        |                                                                        |                                                                        |                                                                        |                                      |                                      |                                  |                                  |                                                                                   |                                                                                   |                                                                                   |                                                                                   |                                                                                   |                                                                                   |                    |                    |                                                                  |                                                                  |                                                                  |                                                                  |                                                                  |                                                                  |                                                                    |                                                                    |                                                                    |                                                                    | | | | | | |                                               |                                               |                                               |                                               |                                                         |                                                         |                                                         |                                                         |                                                         |                                                         |                                      |                                      |                                  |                                  |                                                             |                                                             |                                                             |                                                             |                                                             |                                                             |                                 |                                 |  |  |                            |                            |                            |                            |                            |                            |